# Piestrzennikowe
Piestrzennikowe (Hydnoroideae) – podrodzina pozbawionych liści, bezzieleniowych roślin pasożytniczych z rodziny kokornakowatych (Aristolochiaceae). Należy do niej 10 gatunków z 2 rodzajów. Rodzaj piestrzennik (Hydnora) reprezentuje 7 gatunków spotykanych w południowej i tropikalnej Afryki, na Madagaskarze i na południowych krańcach Półwyspu Arabskiego. Trzy gatunki z rodzaju Prosopanche rosną w Ameryce Południowej i w Środkowej. Rośliny z rodzaju Hydnora nazywane są "najdziwniejszymi roślinami świata". O ich oryginalności świadczy to, że odkrywca rodzaju Hydnora uznał jego przedstawicieli za grzyby.

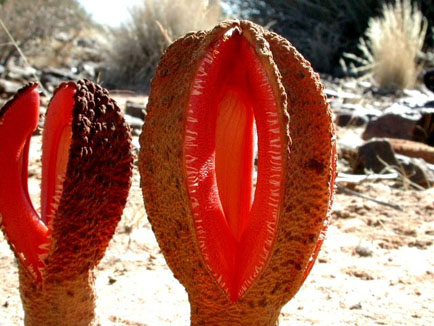
Kwiaty Hydnora africana

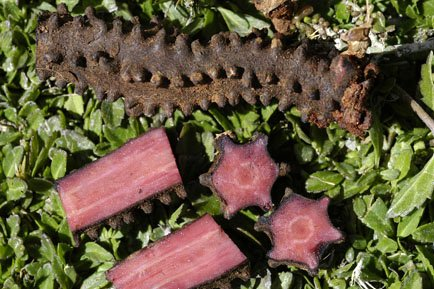
Ryzomatoid Hydnora triceps

## Morfologia

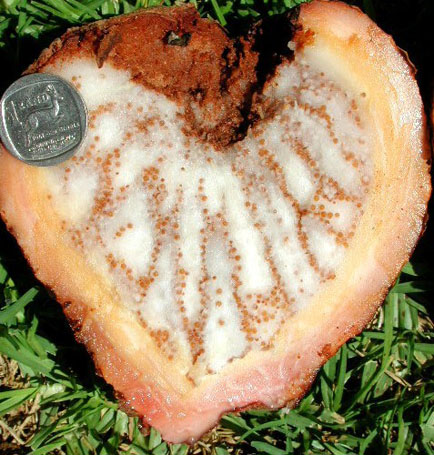
Przekrojony owoc Hydnora triceps

Organy podziemnePozbawione liści organy podziemne składają się z rosnącego poziomo kanciastego lub okrągłego, mięsistego ryzomatoidu. Trudno określić, czy twór ten jest pędem czy korzeniem. Na kantach lub na całej powierzchni twór ten pokryty jest krótkimi brodawkami o skorkowaciałych wierzchołkach. Gdy roślina natrafia na korzeń rośliny żywicielskiej z brodawek wyrastają nierozgałęzione i cienkie korzenie-przyssawki wnikające w tkanki żywiciela.
KwiatyOkazałe lub średnich rozmiarów, wyrastają pojedynczo z wnętrza ryzomatoidu. Nad powierzchnię ziemi wystaje zwykle tylko górna część kwiatu – mięsiste wyrostki na szczycie listków okwiatu, osiągające do 30 cm długości. Rzadko kwiaty pozostają pod powierzchnią ziemi. Są promieniste i obupłciowe. Okwiat składa się z pojedynczego okółka 3–4 mięsistych i połączonych listków, najczęściej barwy czerwonobrązowej. Poza tym białej, czerwonej, różowej lub brązowej. U niektórych gatunków na wewnętrznej stronie listków okwiatu występują skierowane ku dołowi włoski. Pręciki zwykle w takiej samej liczbie jak liczba listków okwiatu tj. 3-4 (rzadko 5) tworzą zwykle jeden okółek. U roślin z rodzaju Hydnora pręciki mają postać guzowatych narośli pokrytych rurowatymi, ciasno ułożonymi, krętymi zgrubieniami, w których powstaje pyłek wytwarzany w wielkich ilościach. W przypadku rodzaju Prosopanche tak ukształtowane pręciki tworzą stożek, wokół którego dodatkowo znajduje się okółek prątniczków. Słupek jest dolny z pojedynczą komorą utworzoną z trzech (rzadziej czterech) owocolistków. Łożysko zawiera bardzo liczne zalążki zanurzone w jego tkance. U rodzaju Hydnora łożysko ma kształt szyszkowaty, u Prosopanche ma postać szerokich listew. Pojedyncza szyjka słupka zakończona jest główkowatym znamieniem.

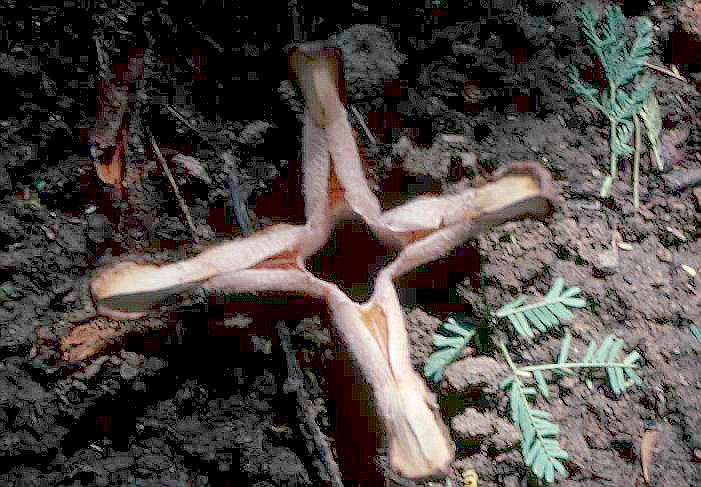
Kwiat Hydnora johannis
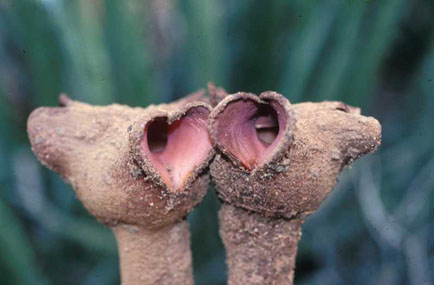
Kwiaty Hydnora triceps
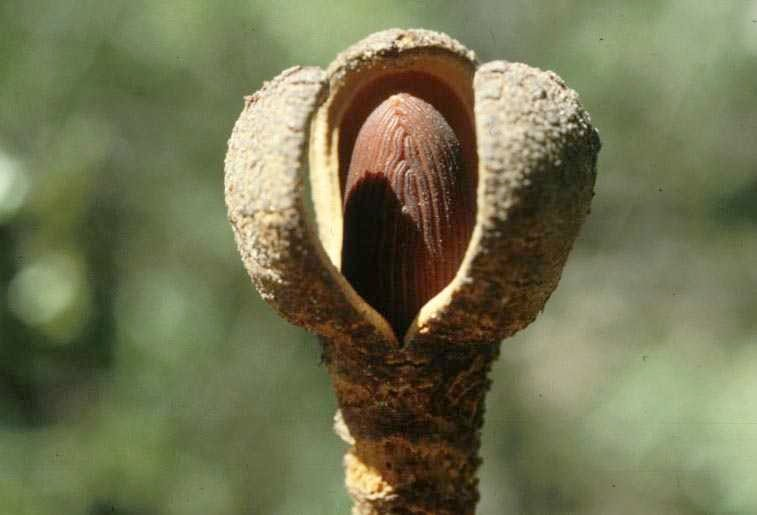
Kwiat Prosopanche americana – widoczny stożek zrośniętych pręcików

OwocPodczas dojrzewania wypełniające wnętrze zalążni tkanki łożyska rozpuszczają się tworząc papkowatą masę. Owocnia zawsze mniej lub bardziej drewnieje. Powstają duże, jagodowe owoce (u niektórych gatunków torebki) zawierające wiele (czasem nawet powyżej 35 tysięcy) drobnych nasion. Nasiona okryte są twardymi łupinami nasiennymi, pod którymi znajdują się: obielmo, bielmo i niezróżnicowany zarodek.

## Biologia i ekologia
Rośliny z tej rodziny pasożytują na korzeniach innych roślin, przy czym niektóre gatunki specjalizują się w określonych gatunkach żywicieli. Przedstawiciele rodzaju Hydnora pasożytują najczęściej na akacjach i wilczomleczach. Żywicielami roślin z rodzaju Prosopanche są najczęściej drzewa z rodzaju jadłoszyn (Prosopis). Kwiaty zapylane są przez muchówki i chrząszcze, najczęściej omarlicowate. Wabione są one zapachem padliny oraz obficie zgromadzonymi białkami i tłuszczami w tkankach po wewnętrznej stronie zmięśniałego okwiatu. Wąskie szczeliny między listkami okwiatu osłonięte są włoskami co utrudnia wyjście owadom z kwiatu. Wydostają się one dopiero wówczas, gdy włoski więdną. W kwiatach roślin z rodzaju Prosopanche i niektórych z rodzaju Hydnora stwierdzono także termogenezę. U Hydnora triceps kwiaty i owoce rozwijają się pod powierzchnią gruntu. Nasiona rozsiewane są przez ssaki. Owoce rodzaju Hydnora wykopywane i spożywane są przez małpy, szakale i jeżozwierze. Owoce Prosopanche są chętnie zjadane przez pancerniki.

## Systematyka
Jak w przypadku innych roślin pasożytniczych, redukcja organów sprawiła, że systematycy bardzo rozmaicie sytuowali tę grupę roślin. W systemie Cronquista (1981) Hydnoraceae zaliczane były do bukietnicowców Rafflesiales. W systemie Takhtajana (1997) i Reveala umieszczane były w monotypowym rzędzie Hydnorales obok Rafflesiales. Dopiero w początkach XXI wieku dzięki badaniom molekularnym odkryto ich filogenetyczną przynależność do pieprzowców (Piperales). Do systemu APG III (2009) włącznie rodzaj klasyfikowany był w obrębie rodziny piestrzennikowatych Hydnoraceae w obrębie pieprzowców. W systemie APG IV (2016) rodzina ta włączona została do kokornakowatych (Aristolochiaceae) jako klad (w randze podrodziny Hydnoroideae Walpers) siostrzany dla podrodziny Aristolochioideae Link.
Podział
- rodzaj: Hydnora Thunb. – piestrzennik[8]
- rodzaj: Prosopanche de Bary

## Zastosowanie
Owoce roślin z rodzaju piestrzennik w miejscach masowego występowania bywają wykorzystywane jako pasza dla świń.